# Cisowianka (woda butelkowana)

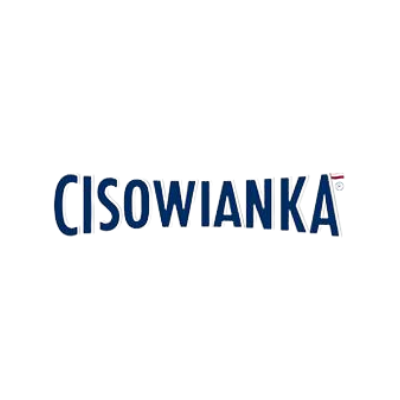
Logo Cisowianka

Cisowianka – naturalna woda mineralna wydobywana w Drzewcach w gminie Nałęczów. Producentem wody jest przedsiębiorstwo Nałęczów Zdrój sp. z o.o.

## Historia
Nazwa wody pochodzi od fikcyjnego uzdrowiska „Cisy”, które w Ludziach bezdomnych opisał Stefan Żeromski. Wodę rozpoczęto wydobywać w 1979 roku i dystrybuować początkowo wyłącznie na terenie Lubelszczyzny. W XXI wieku rozpoczęto eksport produktu.

## Odmiany
Produkowana jest w kilku rodzajach: silnie gazowana, gazowana, niegazowana, lekko gazowana oraz jako musująca Perlage. Jako jedyna woda w Polsce Cisowianka Perlage i silnie gazowana dostępna jest w puszce.

## Sponsoring
Marka Cisowianka była sponsorem m.in. reprezentacji Polski w piłce nożnej mężczyzn i Tour de Pologne.

## Skład mineralny wody w mg/l
- Kationy:
  - Wapń 130,3
  - Magnez 21,9
  - Sód 11
- Aniony:
  - Wodorowęglany 539,1
- Składnik niezdysocjowany:
  - Krzemionka 22,1
- Suma składników mineralnych: 742 mg/l

## Nagrody i wyróżnienia
Marka Cisowianka otrzymała m.in. kilkakrotnie tytuł Superbrand, a także tytuły Marki Godnej Zaufania PremiumBrand czy European Trusted Brands. Została również wyróżniona nagrodą Superior Taste przyznawaną przez International Taste and Quality Institute. Woda Perlage została również wyróżniona rekomendacją Stowarzyszenia Sommelierów Polskich.